# Abilio Estévez
Abilio Estévez (La Habana, 7 de enero de 1954) es un escritor cubano. Actualmente vive en Palma de Mallorca, Islas Baleares, España.

## Biografía
Nació en Marianao, junto al antiguo cuartel de Columbia, donde su padre era radiotelegrafista del Cuerpo de Señales. En Marianao vivió hasta su partida de Cuba. Su familia es oriunda de Bauta y Artemisa, pueblos de interior de La Habana y Pinar del Río, respectivamente. Fue alumno del Preuniversitario de Marianao.
En 1977, se graduó con una licenciatura en Lengua y Literatura Hispánicas en la Universidad de La Habana, donde al año siguiente realizó un posgrado en filosofía. 
Conoció a Virgilio Piñera en 1975 y fue amigo del gran escritor cubano hasta la muerte de éste, en 1979. 
Trabajó en el Acueducto de Albear y en la Editorial de Libros para la Educación. 
Algunos años después, ganó el premio "José Antonio Ramos" por su pieza teatral La verdadera culpa de Juan Clemente Zenea, llevada a escena por Abelardo Estorino, con Adria Santana y Julio Rodríguez en los roles protagónicos. Trabajó asimismo como asesor teatral del director Roberto Blanco en "Teatro Irrumpe", y con Carlos Díaz en "El Público", cuyo asesoramiento ayudó a la puesta de la obra de García Lorca con el mismo nombre.
A los 46 años emigró de Cuba. El 5 de marzo de 2004, el gobierno español le concede la nacionalidad española, por Carta de naturaleza, mediante el RD 386/2004, de 5 de marzo.
Considerado uno de los más importantes dramaturgos de su generación, ha escrito una decena de piezas y enseñado en varios países (Estados Unidos, Italia, Venezuela).
Estévez es un escritor polifacético —novelista, cuentista, poeta y dramaturgo—, que ha sido premiado en todos los géneros en los que ha incursionado. Su novela Tuyo es el reino, considerada por muchos como su mejor obra hasta el momento, ha sido merecedora del Premio de la Crítica Cubana 1999, y del Premio al Mejor Libro Extranjero publicado en Francia, en el año 2000. Sus libros han sido traducidos y publicados en inglés, francés, alemán, italiano, portugués, finlandés, danés, holandés, noruego, y griego.

## Obras
Novela
- 1997. Tuyo es el reino.  Tusquets Editores, Barcelona.
- 2002. Los palacios distantes.  Tusquets Editores, Barcelona.
- 2004. Inventario secreto de La Habana.  Tusquets Editores, Barcelona.
- 2008. El navegante dormido.  Tusquets Editores, Barcelona.
- 2010. El bailarín ruso de Montecarlo. Tusquets Editores, Barcelona.
- 2012. El año del calipso.  Colección La Sonrisa Vertical. Tusquets Editores, Barcelona.
- 2015. Archipiélagos.  Colección Andanzas, Tusquets Editores, Barcelona.

Cuento
- 1987. Juego con Gloria.  Ed. Letras Cubanas, La Habana.
- 1998. El horizonte y otros regresos.  Tusquets Editores, Barcelona, España.
- 2022. Cómo conocí al sembrador de árboles. Tusquets Editores, Barcelona, España.

Poesía
- 1989. Manual de las tentaciones. Prosas poéticas. La Habana, Ed. Letras Cubanas. Reeditada en 1999 por Tusquets Editores, Barcelona, España. Reeditada en 2024 por Slooper, Palma de Mallorca, Islas Baleares, España.
- 1995. Muerte y transfiguración. Poema. Revista Unión, N.º 21, octubre-diciembre, La Habana (publicado también en 1993 por Magazine Dominical de El Espectador, Bogotá, Colombia).

Teatro
- 1987. La verdadera culpa de Juan Clemente Zenea.  Ediciones Unión, La Habana (traducida al polaco y publicada en Varsovia, Dialog, 1989; también salió en 1992 en España: Madrid, Colección Teatro Hispano, Fondo de Cultura Económica, Ministerio de Cultura).
- 1993. Perla marina.  Ediciones de la revista Tablas, La Habana.
- 1995. Santa Cecilia.  Revista Unión, No. 18, enero-marzo, La Habana.
- 1995. La noche. Ediciones de Cultura Hispánica, Madrid.
- 1997. La noche y Un sueño feliz.  Ed. Letras Cubanas, La Habana.
- 2004. Ceremonias para actores desesperados Teatro (incluye 3 piezas: Santa Cecilia, Freddie y El enano en la botella). Tusquets Editores, Barcelona.
- 2013. Un sueño feliz. La noche.  Colección El cerco de tiza. Editorial Folium. San Juan, Puerto Rico.
- 2015. Los adioses, Dos ceremonias para actores desesperados, Albatros, Colección Extramares, Ginebra, Suiza.
- 2015. Teatro selecto. Editorial Verbum, Madrid.
- 2023. Las palomas y el general. Ceremonia de Tierra Caliente en trece episodios delirantes. Rialta Ediciones, México.
- 2024. El gran ciro Maravillas cierra por fin sus puertas. Farsa trágica en un prólogo, dos ceremonias y una ejecución, inédita.

Ensayo
- 2016. Tan delicioso peligro. (Consideraciones sobre literatura y tiempos difíciles). Folium, San Juan, Puerto Rico.
- 2020. Testimonios de la orgía, Sloper, Palma de Mallorca, Islas Baleares, España.
- 2022. La imagen en el espejo, Ediciones Furtiva, Miami, Estados Unidos.

## Estrenos teatrales
- 2019. Freddie. Festival Out of the wings. Londres. Traducción de Kate Eton. Dirección de Camila González. Actuación. Santiago del Fosco.
- 2019. La noche. Puesta en escena de la Universidad Carlos III, Madrid, bajo la dirección de Abel González Melo.
- 2016. El enano en la botella. Puesta en escena de: Teatro Libre, Costa Rica. Actuación Roberto Bautista. Dirección Elvia Amador.
- 2015. El enano en la botella. Lectura dramatizada. Casa de América Catalunya, Actriz: Anna Casas. Dirección: Alfredo Alonso.
- 2015. Freddie,  Théatre de L´Ecole Normal Supériore de Paris. Dirección: Iván Jiménez.
- 2015. Josephine. Cérémonies por actrices désespérées. Théatre de la Parfumerie, Ginebra, Suiza. Actuación: Amanda Cepero y Coralia Rodríguez. Dirección: Carlos Díaz.
- 2015. El enano en la botella, Tururú Teatro, Madrid, España. Actor: Luis Jaspe. Dirección: Nidia Moros.
- 2014. Le nain dans le bouteille. Théatre de L´Ecole Normal Supériore de Paris. Dirección: Iván Jiménez.
- 2010. La última función. Miami, espectáculo de ballet-teatro, protagonizado por la primera bailarina cubana Rosario Suárez (Charín) y el actor cubano Julio Rodríguez, con dirección artística de Lilliam Vega, para Nobarte Producciones. Estrenada en el Teatro Byron Carlyle, Miami Beach.
- 2009. La noche. Grupo El estudio. Centro de Divulgación Teatral, Asunción Paraguay, bajo la dirección de Agustín Núnez. Sala Teatro "Leopoldo Marechal".
- 2006. Freddie. Ceremonia para un actor desesperado. La Habana, Grupo Teatro El Público, dirección de Carlos Díaz.
- 2000. El enano en la botella. Miami, por la actriz Gretel Trujillo y el grupo Teatro de la Luna, en el marco del Festival de Pequeño Formato. Puestas en Repertorio Español (Off-Broadway), Nueva York.
- 1996. La noche. XI Festival de Teatro Hispanoamericano, Miami. Grupo La Má Teodora, dirección de Alberto Sarraín, 6 de junio.
- 1995. La noche, misterio herético en treinta episodios y tres finales posibles. La Habana. Grupo Teatro Irrumpe, dirección del autor y de Roberto Blanco.
- 1994. Santa Cecilia, ceremonia para una actriz desesperada, monólogo. La Habana, por la actriz Vivian Acosta del Grupo Galiano 108, dirección de José Agustín González. Al año siguiente, el 22 de abril, fue estrenada en Berlín, por la actriz Petra Kelling; dirección de Eddy Socorro en el Theater an Carrousel der Parkaue. También: Miami, Grupo Cultural La Má Teodora y la actriz Daisy Fontao, dirección de Alberto Sarraín, 1 de diciembre de 1995; Caracas, por la actriz Laura Serra, Teatro Ensayo, 1997; La Paz, Bolivia, por la actriz Vivian Acosta, 1997.
- 1993. Perla marina. Grupo Teatro Irrumpe, dirección de Roberto Bertrand. Mijail Mulkay adaptó esta obra a monólogo y la estrenó en La Habana en 1995, con su propia dirección y actuación.
- 1992. Un sueño feliz, La Habana, Grupo Teatro Irrumpe, dirección de Roberto Blanco (Premio de la Crítica).
- 1986. La verdadera culpa de Juan Clemente Zenea, Grupo Teatro Estudio de La Habana, dirección de Abelardo Estorino. El grupo Prometeo la presentó en 1991 en el Festival Internacional de Teatro Hispanomericano, Miami, dirección de Alberto Sarraín. Tanto esta pieza como Un sueño feliz fueron radiadas y televisadas en Cuba.

## Premios y reconocimientos
- 2024: Homenaje por sus setenta años, King's College, Londres. Play reading. Las palomas y El General, translated as The Doves and The General by Kate Eaton. Directed by Sue Dunderdale. Cast: Robin Hooper, Jack Parry-Jones and Mary Roscoe.
- 2017: Premio "Lire en Sorbonne" por El bailarín ruso de Montecarlo, Université Paris-Sorbonne, París, 2017.
- 2015: Beca de la Fundación Antonio López Lamadrid[1] para la escritura de la novela Archipiélagos. Barcelona, España.
- 2013: Homenaje a Abilio Estévez en la Cátedra Luis Cernuda de la Universidad de Sevilla, presidida por el profesor José Manuel Camacho, con la presencia de Michèlle Ramond, Milagros Ezquerro, Clemétine Lucien, Armando Valdés-Zamora, Daniel Nemrava, Pio Serrano y Pablo Sánchez.
- 2012: Jornada "Abilio Estévez" en la École Normale Supérieure de París, con la presencia del autor, así como con destacados hispanistas como Milagros Ezquerro, Cleméntine Lucien, Audrey Aubou, Armando Valdés-Zamora, Cindy Quillivic, Lionel Souquet, Michäela Sviezeny Grevin.
- 2011: Segundo Premio de cuento "Antonio Machado", Cuento: "Colinas de Ettersberg", Premios del Tren. Fundación de los Ferrocarriles Españoles.
- 2010: Accésit de cuento "Antonio Machado", Cuento: "“El tren de los domingos", Premios del Tren. Fundación de los Ferrocarriles Españoles.
- 2006: Segundo Premio de cuento "Antonio Machado", Cuento: "El tren bajo la lluvia", Premios del Tren. Fundación de los Ferrocarriles Españoles.
- 2003: Premio al mejor texto en el Festival del Monólogo de Cienfuegos por El enano en la botella
- 2002: Libro del Año de La Vanguardia por Los palacios distantes
- 2001: Premio “Rine Leal” al mejor texto presentado en el Festival de Teatro de Pequeño Formato de Miami por el monólogo El enano en la botella
- 2000: Premio al Mejor Libro Extranjero en Francia por la novela Tuyo es el reino
- 1999: Premio de la Crítica Cubana por la novela Tuyo es el reino
- 1994: XXIV Premio Teatral Tirso de Molina, otorgado por el Instituto de Cooperación Iberoamericana de Madrid por La noche
- 1991: Premio de la Crítica especializada por la puesta en escena de Un sueño feliz, La Habana.
- 1991. Premio Santiago Pita al mejor texto teatral presentado en el Festival de Teatro de La Habana, por La verdadera culpa de Juan Clemente Zenea
- 1989: Premio Luis Cernuda (Sevilla), por el libro de prosas poéticas Manual de las tentaciones
- 1989: Premio de la Crítica Cubana por el libro de prosas poéticas Manual de las tentaciones
- 1987: Premio de la Crítica Cubana a la mejor obra de teatro publicada en forma de libro por La verdadera culpa de Juan Clemente Zenea
- 1984: Premio José Antonio Ramos de la Unión de Escritores y Artistas de Cuba por La verdadera culpa de Juan Clemente Zenea.

## Opinión de la Crítica
Sobre El año del calipso:
"Con esta nueva novela, Abilio Estévez confirma la gran calidad de su literatura y su lugar entre los mejores escritores cubanos actuales". Félix José Hernández, blog Cubamatinal.
"Con esta «expresión total» elude Estévez en El año del calipso la simple narración de unos acontecimientos para subrayar su capacidad de fabular". Ricardo Baixeras, El Periódico de Cataluña.
Sobre El bailarín ruso de Montecarlo:
"En todo caso, por sus valores literarios El bailarín ruso de Montecarlo está muy por encima de buena parte de la narrativa que se escribe hoy en nuestro idioma". Carlos Espinosa Domínguez, Encuentro por la cultura cubana.
"Obra breve, tierna y directa se consume con lentitud y delectación saboreando cada escena y cada recuerdo. Una pequeña genialidad que no merece caer en el olvido". Pepe Rodríguez, El placer de la lectura.
"Una insólita sabiduría narrativa… Una personalísima visión de La Habana que debe mucho a José Lezama Lima, de quien Estévez recoge una memoria hipertrófica, y a Alejo Carpentier, de quien aprendió el arte de narrar".
Ricardo Baixeras, El Periódico.
"Abilio Estévez escribe varias de las mejores páginas que han cifrado sus ojos: la escritura, aquí, se apoya en la mirada. Una mirada que observa las luces y sombras de Constantino y también, con pareja obsesión, elige las palabras precisas para que nosotros leamos con transparencia lo que el autor nos quiso revelar. El resultado es un relato silencioso y sosegado: una novela casi perfecta." Eliseo Alberto, Millenium, México, DF, 2010.
"Innecesario insistir en el poderío, a veces lírico, de Abilio Estévez, un narrador para el futuro".
Leer
Sobre El navegante dormido:
"La novela tiene, en primer lugar, una sabia composición que le sirve de horma y que permite que la trama esté admirablemente urdida. Estévez ofrece asimismo una lección de cómo escribir una historia emotiva sin caer en el sentimentalismo, y en ese sentido no es exagerado afirmar que es todo un ejercicio de sensibilidad e inteligencia". Carlos Espinosa Domínguez, Encuentro por la cultura cubana, 2010.
"La imaginación literaria de Abilio Estévez se aleja de los procedimientos de una imaginación clásica. En su caso, lo real no es la base de la elaboración de las imágenes. La escritura pretende aislar al sujeto de lo real, lo detiene en un lugar y
una época que él añora y que sólo puede habitar, precisamente, por una imaginación creativa."
Armando Valdés-Zamora, Encuentro por la cultura cubana.
Un paradigma de precisión expositiva… y exquisito tacto literario. A Abilio Estévez le ha bastado en este título la ficción más luminosa para gobernar con calado estético la nostalgia por lo que se perdió.
J.E. Ayala-Dip, Babelia, El País.
"Cifra y culminación de una formidable trilogía… Un espléndido, bruñido, limpio castellano… Una novela definitivamente hermosa".
Miguel García-Posada, Abc de las Artes y las Letras
"Novela-saga, no deja de constituir una novela bizantina, quijotesca, garcíamarqueña…, también una novela política. Un excelente contador de historias y un brillante paisajista."
Joaquín Marco, El Mundo.
Sobre Inventario secreto de La Habana:
"Tras la muerte de Guillermo Cabrera Infante, el escritor cubano más interesante de nuestro tiempo". Jordi LLavina, La Vanguardia.
"Un libro extraordinario y original, excepcionalmente hermoso e inteligente sobre La Habana." Mihály Dés, Lateral.

Sobre Los palacios distantes:
"Una obra desolada y hermosa, llena de poesía radical, que corrobora el talento de uno de los mejores narradores latinoamericanos de la hora presente."
Miguel García-Posada, Abc.
"A profoundly subversive novel. The Tyrant is immortal, but so is man’s capacity to build distant and fantastic palaces, hidden from reality, especially when a writer can becomes the excellent architect of his re-found paradise.”
Raphaël Rérolle, Le Monde

Sobre Tuyo es el reino:
"La primera novela del cubano Abilio Estévez abre nuevos caminos literarios, como lo hicieron Paradiso y Cien años de soledad".
Robert Saladrigas, La Vanguardia.
“A hugely ambitious effusion of magical realist mythmaking.”
Jon Gareick, The New York Times.
“Enticing literary gamesmanship from a remarkably accomplished new novelist.”
Kirkus Review